# Річард Ч. Толмен
Річард Чейс Толмен (англ. Richard Chace Tolman, 4 березня 1881 — 5 вересня 1948) — американський фізик-математик і фізико-хімік, який зробив великий внесок у статистичну механіку. Також зробив важливий внесок у теоретичну космологію в роки незабаром після відкриття Ейнштейном загальної теорії відносності. Був професором фізичної хімії та математичної фізики в Каліфорнійському технологічному інституті.

## Біографія
Толмен народився у Вест-Ньютоні, штат Массачусетс, і вивчав хімічну інженерію в Массачусетському технологічному інституті, отримавши ступінь бакалавра в 1903 році та доктора філософії в 1910 році під керівництвом А. А. Нойєса.
У 1924 році він одружився з Рут Шерман Толман.
У 1912 році він запропонував концепцію релятивістської маси, написавши, що «вираз {\displaystyle m_{0}\left(1-{\frac {v^{2}}{c^{2}}}\right)^{-1/2}} найкраще підходить для маси рухомого тіла».
У 1916 році в експерименті з Томасом Дейлом Стюартом Толмен продемонстрував, що електрика складається з електронів, які проходять через металевий провідник. Побічним продуктом цього експерименту було виміряне значення маси електрона. Але в цілому він був відомий насамперед як теоретик.
Толмен був членом Технічного альянсу в 1919 році, попередника руху технократії, де допоміг провести енергетичне обстеження, аналізуючи можливість застосування науки в соціальних і промислових справах.

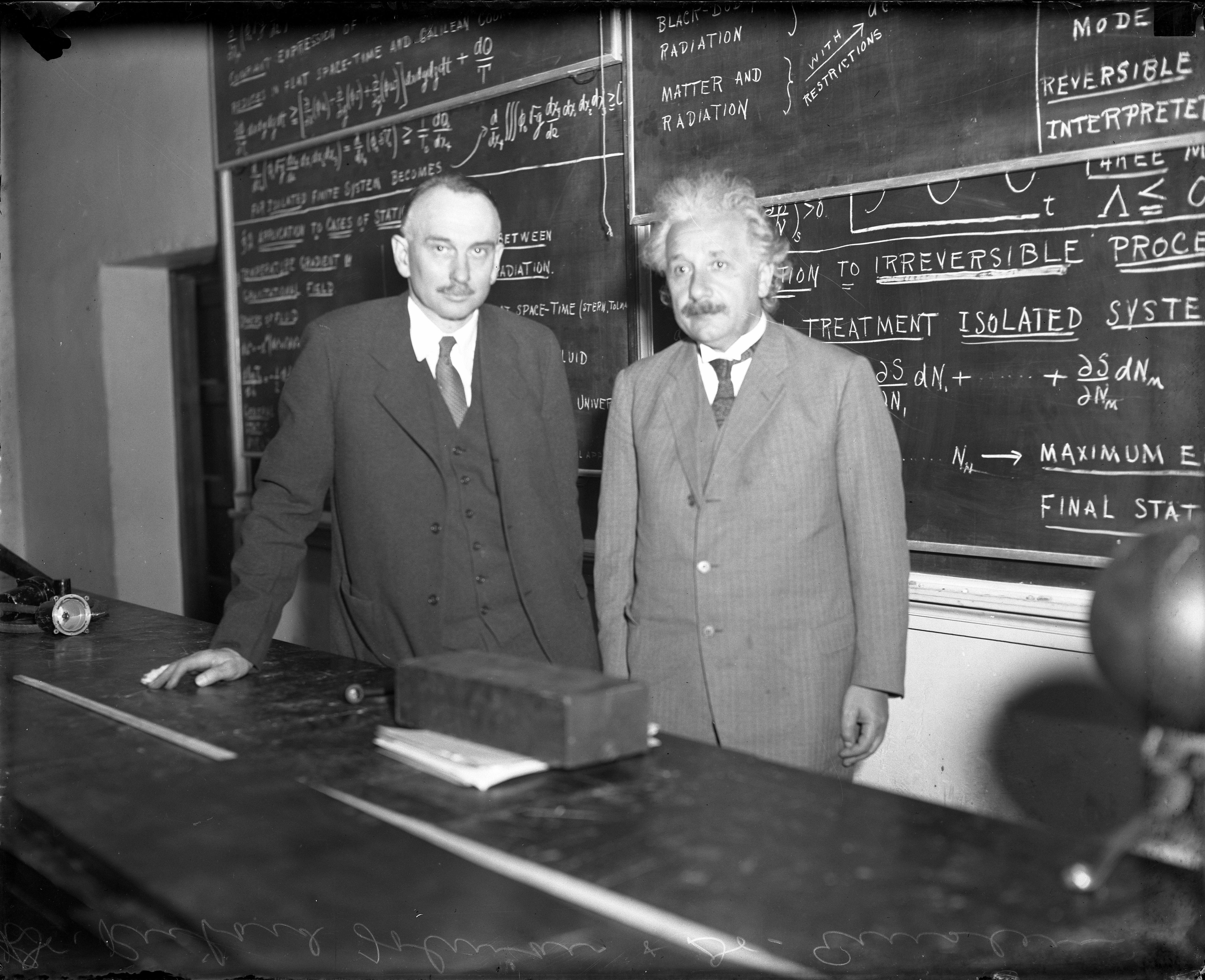
Річард К. Толмен і Альберт Ейнштейн у Каліфорнійському технологічному інституті, Пасадена, 1932 рік

У 1922 році Толмен був обраний членом Американської академії мистецтв і наук. Того ж року він вступив на факультет Каліфорнійського технологічного інституту, де став професором фізичної хімії та математичної фізики, а згодом і деканом аспірантури. Одним із перших студентів Толмена в Каліфорнійському технологічному інституті був хімік-теоретик Лайнус Полінг, якому Толмен викладав стару квантову теорію. У 1923 році Толмен був обраний до Національної академії наук США.
У 1927 році Толмен опублікував текст про статистичну механіку, основою якої була стара квантова теорія Макса Планка, Нільса Бора та Арнольда Зоммерфельда. У 1932 році Толмен був обраний членом Американського філософського товариства. У 1938 році опублікував нову докладну роботу, яка охоплювала застосування статистичної механіки до класичних і квантових систем. Це була стандартна робота на цю тему протягом багатьох років і залишається цікавою сьогодні.
У наступні роки своєї кар'єри Толмен все більше цікавився застосуванням термодинаміки до релятивістських систем і космології. Важлива монографія, яку він опублікував у 1934 році під назвою Relativity, Thermodynamics, and Cosmology продемонструвала, як випромінювання чорного тіла у всесвіті, що розширюється, охолоджується, але залишається тепловим – ключовий вказівник на властивості космічного мікрохвильового фону. Також у цій монографії Толмен був першою людиною, яка задокументувала та пояснила, як закритий Всесвіт може мати нульову енергію. Пояснив, що вся енергія маси позитивна, а гравітаційна енергія негативна, і вони компенсують одна одну, що призводить до Всесвіту з нульовою енергією. Його дослідження гіпотези коливального Всесвіту, яку запропонував Олександр Фрідман у 1922 році, привернуло увагу до труднощів щодо ентропії та призвело до її загибелі до кінця 1960-х років.
Під час Другої світової війни Толмен був науковим консультантом генерала Леслі Гровза в Мангеттенському проєкті. На момент його смерті в Пасадені був головним радником Бернарда Баруха, представника США в Комісії ООН з атомної енергії.
Щороку південнокаліфорнійська секція Американського хімічного товариства вшановує Толмена, присуджуючи свою медаль Толмена «на знак визнання видатного внеску в хімію».

## Сім'я
Брат Толмена — Едвард Чейс Толмен був поведінковим психологом .

## Книги Толмена
- Statistical mechanics with applications to physics and chemistry. New York: The Chemical Catalog Company. 1927.
- Relativity, Thermodynamics, and Cosmology. Oxford: Clarendon Press. 1934. LCCN 34032023. Reissued (1987) New York: Dover ISBN 0-486-65383-8.
- The Principles of Statistical Mechanics. Oxford: Clarendon Press. 1938. ISBN 9780486638966. Reissued (1979) New York: Dover ISBN 0-486-63896-0. Tolman, Richard Chace (January 1987). 1987 Dover reprint. Courier Corporation. ISBN 9780486653839.